# Argos (Indiana)
Argos è un comune degli Stati Uniti d'America, situato nello Stato dell'Indiana e in particolare nella contea di Marshall.